# خوان د اونیاتی
خوان د اونیاتی ایی سالاسار (Juan de Oñate y Salazar)‏ (۱۵۵۰ – ۱۶۲۶ میلادی)، کنکیستادور اسپانیایی از اسپانیای نو، کاوشگر و فرماندار مستعمراتی استان سانتافه دو نوومکزیکو در قلمرو نایب‌السلطنه اسپانیای نو بود. او نخستین سفرهای اکتشافی اسپانیا را به دشت‌های بزرگ و قسمت‌های پایینی دره رودخانه کلرادو رهبری نموده و با تعداد زیادی از اقوام بومی خطرناک در سرزمین مادری آنها مقابله نمود. اونیاتی زیستگاه‌های را در ولایتی بنیان‌گذاری نمود که حالا ایالت‌های جنوب‌غربی آمریکا است.
اونیاتی با قتل‌عام آکوما در ۱۵۹۹ میلادی، بدنام است. پس از مشاجرهٔ که منتهی به کمین زدن و مرگ سیزده اسپانیای از جمله برادرزاده/خواهرزاده اونیاتی خوان دی زالدیوار به دستان مردم آکوما شد، اونیاتی دستور انتقام وحشی را بر علیه پوئبلو آکوما [دهکده سرخ‌پوستان] صادر کرد. این پوئبلو کاملاً ویران شد. حدود ۸۰۰ تا ۱۰۰۰ مرد آکوما به قتل رسیدند.
از میان ۵۰۰ مردی که زنده مانده بودند، اونیاتی در دادگاهی که در اوکی آوین برگزار شد، بیشتر مردان بیست ساله را به «بردگی شخصی» اجباری محکوم نموده و علاوه بر آن فرمان صادر نمود تا یک پای تمامی مردانی که بالای بیست و پنج سال هستند، قطع شود. پژوهش‌های اخیر نشان داده‌است که هیچ مدرکی مبنی بر انجام شدن این فرمان وجود نداشته و زندانیان در نهایت، تنها یک انگشت پای خود را ار دست دادند. نظریه دومی منطقی‌تر به‌نظر می‌رسد، چون درصورت قطع شدن تنها انگشت پا به عوض کل پا، زندانیان می‌توانند به عنوان خدمتکار مفید واقع گردند. اونیاتی در خاطرات شخصی خود، به‌طور مشخص به قطع کردن «las puntas del pie» (قسمت‌های از پا، انگشتان) به عنوان مجازات برای جنگ جویان آکوما اشاره می‌کند. در نهایت، او که از طرف حکومت اسپانیا به استفاده از «نیروی بیش از حد» در مقابل مردمان آکوما مجرم شناخته شد، برای پنج سال از نیو مکزیکو ممنوع شده و از مکزیک تبعید شد.
اونیاتی امروزه به عنوان یک شخصیت بحث‌برانگیز در تاریخ نیومکزیکو باقی مانده‌است: در ۱۹۹۸ میلادی، پای راست مجسمهٔ این کنکیستادور که در الکالاد، نیومکزیکو بلند شده بود در اعتراض به قتل‌عام قطع شد و مناقشه قابل توجه زمانی بلند شد که یک مجسمه اسب‌سوار اونیاتی در ۲۰۰۶ میلادی در ال پاسو، تگزاس بلند شد. در ۱۵ ژوئن ۲۰۲۰، مجسمه اونیاتی که در الکالاد، نیومکزیکو قرار داشت با هدایت مقامات دولتی، به‌طور موقتی توسط کارگران شهرستان ریو آریبا برداشته شد. نهادهای مدنی تصمیم نهایی را در مورد آینده این مجسمه اتخاذ خواهند کرد.

## سال‌های اولیه
اونیاتی در ۱۵۵۰ میلادی در شهر زاکاتکاس در اسپانیای نو (مکزیک استعماری) زاده شد، پدر وی، کریستوبال د اونیاتی یک کنکیستادور و بارون نقره‌ای اسپانیای-باسک و از خانواده اشرافی خانهِ هارو بود. مادر اونیاتی، دونا کاتالینا سالاسار ایی دی لا کادینا، در میان اجداد خود مسیحی‌های جدید با اصالت-یهودی داشت که «از اواخر دهه ۱۳۰۰ تا اواسط دهه ۱۵۰۰ در دربار شاهی پادشاهان اسپانیا خدمت می‌کردند». مادر وی دارای اجداد اسپانیای بوده و در نزدیکترین شاخه‌های شجره خانوادگی وی یهودیان سابقی قرار داشتند که به مسیحیت گرویده بودند. یکی از این خویشاوندان وی که به مسیحیت گرویده بودند، پدربزرگ پدری وی دکتر گوادالوپ دی سالاسار بود که به عنوان پزشک دربار خدمت می‌کرد. سایر اعضای خانواده وی در دهه ۱۳۹۰ میلادی حدود ۱۶۰ سال قبل از به‌دنیا آمدن اونیاتی به مسیحیت گرویده بودند و این تغییر دین آنها به احتمال قوی در نتیجه موجی از خشونت‌های یهود-ستیزی بود که با کشتار ۱۳۹۱ میلادی پایان یافت و بعدتر منتهی به ایجاد اداره تفتیش عقاید اسپانیی به عنوان راهی برای مقابله با مسئله دین در چارچوب قانون و بدون پوگروم [حذف گروه‌های دینی] شد، کاری که ظاهراً در سایر نقاط اروپا نیز مروج بود. پدربزرگ مادری وی گونزالو دی سالزار بود، کسی که ریاست چندین شورای اداره‌کننده اسپانیای نو را هنگام سفر ارنان کورتوس به هندوراس در ۱۵۲۵–۲۶ میلادی بر عهده داشت.
خوان د اونیاتی با ازابل دی تولوسا کورتوس دی موکتزوما ازدواج کرد، همسر وی نوه ارنان کورتوس فاتح اتحاد سه‌گانه و نواده امپراتور آزتک، موکتزوما شوکویوتسین بود.

## فرمانداری و سفر اکتشافی ۱۵۹۸ نیومکزیکو
در پاسخ به پیشنهادی از سوی خوان باوتیستا دی لوماس ایی کولمناریس که متعاقباً از سوی شاه رد گردید، نایب‌السلطنهِ فلیپه دوم در ۲۱ سپتامبر ۱۵۹۵، اونیاتی را از میان دو یا چند نامزد برگزید تا منابع قلمرو تازه تصرف‌شده را مدیریت نماید.
تفاهم با نایب‌السلطنه ولاسکو، برای اونیاتی دو هدف مشخص را در پی داشت؛ هدف که ظاهراً بیشتر معلوم بود، اکتشاف و استعمار اراضی ناشناخته بود که به شاهی جدید لئون ی کاستیلا (منطقه امروزی نیومکزیکو) و قلمرو نایب‌السلطنه اسپانیای نو ضمیمه شده بود. هدف دومی دستگیری کاپیتان فرانسیسکو لیوا دی بونیلا بود (کسی که به پادشاه خیانت کرده بود و قرار اطلاعات در همین منطقه حضور داشت)، چون او قبلاً انتقال سایر مجرمین به آن منطقه را آغاز کرده بود. اما، هدفی که او به ظاهر بیان می‌داشت، گسترش مذهب کاتولیک در این منطقه با تأسیس پایگاه‌های تبلیغ مذهبی در نیومکزیکو بود. از اونیاتی به عنوان بانی ولایت سانتافه دو نوومکزیکو یاد شده و او از ۱۵۹۸ تا ۱۶۱۰ میلادی به عنوان فرماندار این مستعمره خدمت می‌کرد. مقر فرمانداری او در اوکی آوین قرار داشت و او نام این دهکده را به «سن خوان دی لوس کابالروس» تغییر داد.
در اواخر ۱۵۹۵ میلادی، نایب‌السلطنه گاسپار دی زونیگا از توصیه خلف خود پیروی نموده و در تابستان ۱۵۹۶ سفر اکتشافی اونیاتی را به تأخیر انداخت تا مواد تفاهم‌نامه اصلی که پیش از ترک دفتر توسط نایب‌السلطنه قبلی به امضاء رسیده بود، را بررسی نماید. سفر اکتشافی اونیاتی در مارس ۱۵۹۸ حرکت خود را آغاز نموده و در اواخر آوریل از رودخانه ریو گرانده (ریو دیل نارتی) در جنوب منطقه امروزی ال پاسو و سیوداد خوارس، عبور کرد.
در ۳۰ آوریل ۱۵۹۸، روز جشن عروج از نظر تقویم کاتولیک، گروه اکتشافی در بستر جنوبی رودخانه ریو گرانده، گردهم آمدند. اونیاتی مراسم بزرگداشت از روز عروج را رهبری نموده و او برای ضمیمه تمامی قلمرو امتداد رودخانه را برای امپراتوری اسپانیا دعا کرد. مواد تفاهم‌نامه اولی اونیاتی این بود تا این قلمرو به یک نایب‌السلطنه مجزا برای شاهی اسپانیا مبدل شد؛ اما این تفاهم، پس از تجدید نظر در تفاهم‌نامه توسط زونیگا تحقق نیافت.
سفر اکتشافی اونیاتی در طول تابستان به سفر در میانه دره ریو گرانده تا منطقه امروزی مناطق شمالی نیومکزیکو ادامه داده و در آنجا با هندی‌های پوئبلو نشین درگیر شد. گاسپار پرز دی ولیگارا که یکی از کاپیتان‌ها در این سفر اکتشافی بود، تاریخ اشغال مناطق مردمان بومی نیومکزیکو را در شعر حماسی خود، Historia de la Nueva México، بیان نموده‌است.
اونیاتی این اراضی را به استعمارگرانی که در این سفر اکتشافی حضور داشتند اعطاء نموده و از آنها حمایت نمود تا مردم را به بردگی گرفته و از بومیان آمریکایی خراج بگیرند.

### قتل‌عام آکوما
در اکتبر ۱۵۹۸، زمانی که دسته کوچکی از افراد اونیاتی برای مبادله مواد غذایی با مردم آکوما پوئبلو توقف کردند، میان آنها درگیری صورت گرفت. مردم آکوما خود برای اینکه زمستان پیشرو را زنده بمانند، به مواد غذایی شان نیاز داشتند. مردم آکوما مقاومت کردند و ۱۱ اسپانیایی به کمین افتاده و کشته شدند که در میان کشته‌شدگان برادرزاده/خواهرزاده اونیاتی به‌نام خوان دی زالدیوار نیز بود. در ژانویه ۱۵۹۹، اونیاتی با محکوم کردن این درگیری، آنرا یک شورش خوانده و دستور ویران کردن پوئبلو را صادر کرد، دستوری که توسط برادر خوان دی زالدیوار به‌نام ویسنتی دی زالدیوار در یورشی معروف به قتل‌عام آکوما به انجام رسید. در جریان محاصره پوئبلو حدود ۸۰۰ تا ۱۰۰۰ مرد به قتل سیده و ۵۰۰ مردی که زنده مانده بودند نیز توسط اونیاتی محاکمه و مجازات شدند.